# Liechtensteiner-Cup 1960-1961
La Liechtensteiner-Cup 1960-1961 è stata la 16ª edizione della coppa nazionale del Liechtenstein conclusa con la vittoria finale del Vaduz, al suo decimo titolo, sesto consecutivo.
Della competizione è noto solo il risultato della finale.

## Finale
| Vaduz | Vaduz | 3 – 0 | FC Schaan |  |